# En famille (album)
Pour les articles homonymes, voir En famille.
Albums de Mes Aïeux
Entre les branches Tire-toi une bûche
En famille est le troisième album du groupe de musique québécois Mes Aïeux paru en 2004.  En octobre 2008, il avait été vendu à 290 000 exemplaires.

## Liste des pistes
| No  | Titre                          | Durée |
| --- | ------------------------------ | ----- |
| 1.  | Dégénérations/Le reel du fossé | 5:17  |
| 2.  | Ça va mal                      | 5:16  |
| 3.  | Continuer pareil               | 3:43  |
| 4.  | Toune en on                    | 5:13  |
| 5.  | Le Repos du guerrier           | 4:14  |
| 6.  | Ton père est un croche         | 4:03  |
| 7.  | La Grande Déclaration          | 5:41  |
| 8.  | Dans la capitale               | 5:32  |
| 9.  | Hommage en grains              | 4:13  |
| 10. | Train de vie (Le surcheval)    | 6:25  |
| 11. | En vérité                      | 4:35  |
| 12. | Ta mie t'attend                | 6:18  |
| 13. | En famille                     | 5:55  |

## Note supplémentaires
- Musiciens - Luc Lemire: saxophone; Simon Dolan: contrebasse; Christian Lagueux: timbales, bongos; Serge Arsenault: trombone
- Arrangements: Mes Aïeux
- Réalisation: Jess Gagnon et Mes Aïeux
- Prise de son: Robert Meunier, Jess Gagnon, assistés de Vincent Blain
- Mixage: Robert Meunier, Jess Gagnon, assistés de Vincent Blain
- Studios: Studio Piccolo, Studio M
- Mastering: Sylvain Taillefer, SNB
- Production: Les productions Mes Aïeux; producteur délégué: Serge Brouillette (Disques Victoire)
- Pochette et livret - Conception et réalisation graphique: Atelier IN16; maquillage: Marie-Christine Paquet; photos: Harold Fortin